# Blyglans
Blyglans, (PbS) er et sulfidmineral af blysulfid som ofte indeholder sølv og optræder sammen med zinkblende eller andre sulfidmineraler.
| Geologi | Spire Denne artikel om geologi er en spire som bør udbygges. Du er velkommen til at hjælpe Wikipedia ved at udvide den. |